# Biblioteca Comunale Francesco Piccinno
La biblioteca "Francesco Piccinno" è la biblioteca pubblica del Comune di Maglie, in provincia di Lecce. Considerata la più antica biblioteca pubblica della Puglia, fu fondata nel 1666 dall'arciprete Francesco Piccinno (1623-1685), a cui è intitolata.

## Storia
Francesco Piccinno, arciprete di Maglie dal 1656, donò 2.000 libri alla sua città natia a condizione che la biblioteca da crearsi fosse aperta al pubblico. Ricevette l'approvazione da parte del papa Alessandro VII con bolla del 10 settembre 1666. Inizialmente la biblioteca fu collocata nella grande stanza superiore alla sagrestia della collegiata di Maglie.
Il fondo iniziale fu ulteriormente incrementato nel 1739 con il lascito della biblioteca del giureconsulto e canonista Ignazio Ricci. Nel 1896 avvenne la fusione di tutte le biblioteche presenti nel territorio di Maglie e dintorni :la Biblioteca dell'Istituto Capece, le raccolte bibliografiche dei soppressi conventi dei cappuccini di Alessano, Diso, Martano, Tricase e la Biblioteca Circolante Ugo Foscolo.
Nel 1956 la biblioteca venne aperta al pubblico. Il 13 dicembre 1999 venne trasferita nell'attuale sede, Palazzo Ruberti, un palazzo del primo Novecento che ospita anche il Museo civico magliese.

## Patrimonio
La Biblioteca possiede un fondo di circa 40.000 volumi che consiste in 6 incunaboli, 704 cinquecentine, un fondo pre-unitario di 3.619 opere, un fondo post-unitario di 7.457 opere e un fondo moderno di 27 639 opere.
La biblioteca conserva inoltre materiale documentario archivistico di natura sia pubblica che privata.